# Ourapteryx podaliriata
Ourapteryx podaliriata är en fjärilsart som beskrevs av Achille Guenée 1858. Ourapteryx podaliriata ingår i släktet Ourapteryx och familjen mätare. Inga underarter finns listade i Catalogue of Life.